# Le Cow-boy capitaine du Cutty Sark
Le Cow-boy capitaine du Cutty Sark (The Cowboy Captain of the Cutty Sark) est une histoire en bande dessinée de Keno Don Rosa. Elle est le troisième épisode bis de la Jeunesse de Picsou et met en scène Balthazar Picsou, Riri, Fifi et Loulou et Grégoire Trouvetou, grand-père de Géo Trouvetou, inventeur résidant à Donaldville.

## Synopsis
Riri, Fifi et Loulou regardent les articles datant du temps où Picsou gardait du bétail dans l'ouest américain. Ils tombent alors sur une page racontant une histoire de Picsou se passant à l'île de Java, en Indonésie. Celui-ci s'empresse de raconter l'histoire :
En 1883, sur le Cutty Sark, le jeune Picsou embarque dans l'idée de vendre deux bœufs au sultan du Djokja. Sur la route de Tanjung Priok, près de Batavia, il remarque d'étranges secousses. Sur place, le sultan annonce qu'il veut faire participer les animaux à une course de chars à bœufs, le Kerapan Sapi, qui doit se tenir sur l'île Madoera. Arrive alors le sultan concurrent de Solo (Pakubuwono IX) et son émetteur verbal.
Ceux-ci piègent Picsou et volent ses bœufs. Picsou se retrouve émergeant dans la forêt indonésienne. Il en sort et aperçoit sur le volcan Gunung Karang (en) une silhouette familière : Grégoire Trouvetou. Celui-ci recherche du carburant au bord de ces volcans pour faire fonctionner son nouveau véhicule grâce la géothermie. Picsou et Grégoire l'utilisent pour se rendre à Batavia. Ils (re)traversent la forêt et embarquent un grand nombre de bêtes sur leur chemin. Ils traversent Batavia, puis le Cutty Sark avant de finir dans l'eau. Repêchés, Picsou raconte au skipper du navire, le capitaine F. W. Moore, son histoire et le convainc de poursuivre le vapeur du Sultan de Solo. Une explosion s'entend ! Grégoire démontre qu'il s'agit une éruption volcanique. Une lumière plus brillante que le soleil détourne leur nez (ou plutôt leur bec et leur truffe) : le petit mont Danan (en) (ancien volcan de l'île Krakatoa) entre en éruption.

L'évolution de l'archipel de Krakatoa, avant et après l'éruption de 1883.

Grégoire explique que le bruit engendré sera le plus bruyant qu'ils auront jamais entendu et qu'ils vont l'entendre d'ici 2 minutes (puisque les ondes sonores se déplacent à environ 1227 km/h et que le volcan se situe à 37 km de là), le temps de se mettre du coton dans les oreilles. Le bruit passé, c'est un brouillard brulant qui arrive. L'équipage se réfugie sous le pont, tandis que Picsou, Grégoire et le capitaine Moore s'abritent sous une toile mouillée. Pour finir, des milliers de blocs de laves refroidis tombent et flottent à la surface de l'eau. Picsou chevauche son cheval Hortense qui galope sur les météorites et arrive sur le bateau du sultan. Une fois sur le pont, une énorme météorite tombe du ciel et détruit la moitié du vapeur. Le sultan et le reste de l'équipage (à part Picsou et les bœufs) s'en vont sur des canots de sauvetage. La météorite géante remonte à la surface et s'incruste sous le vapeur. Grégoire le rejoint et ils reviennent à Batavia où le sultan donne une grosse somme d'argent à Picsou. Loulou demande pourquoi Picsou leur a dit qu'il n'était pas devenu riche avant qu'il n'aille au Yukon. Il leur montre des contraventions et dit qu'elles sont les premières contraventions, inventées pour lui. Les enfants regardent une dernière photo et voient leur oncle dans tous ses états et le reconnaissent tout de suite.

## Cette histoire dans l'œuvre de Don Rosa
Cet épisode a été rattaché à la Jeunesse de Picsou en tant que numéro 3bis. Elle s'intercale donc entre Le Cow-boy des Badlands et L'Aventurier de la colline de cuivre. À l'époque où se passent ces histoires, le jeune Picsou était cow-boy pour la compagnie de bétail de Murdo McKenzie (en), dans le Montana, qui a vraiment existé.

## Références historiques et culturelles

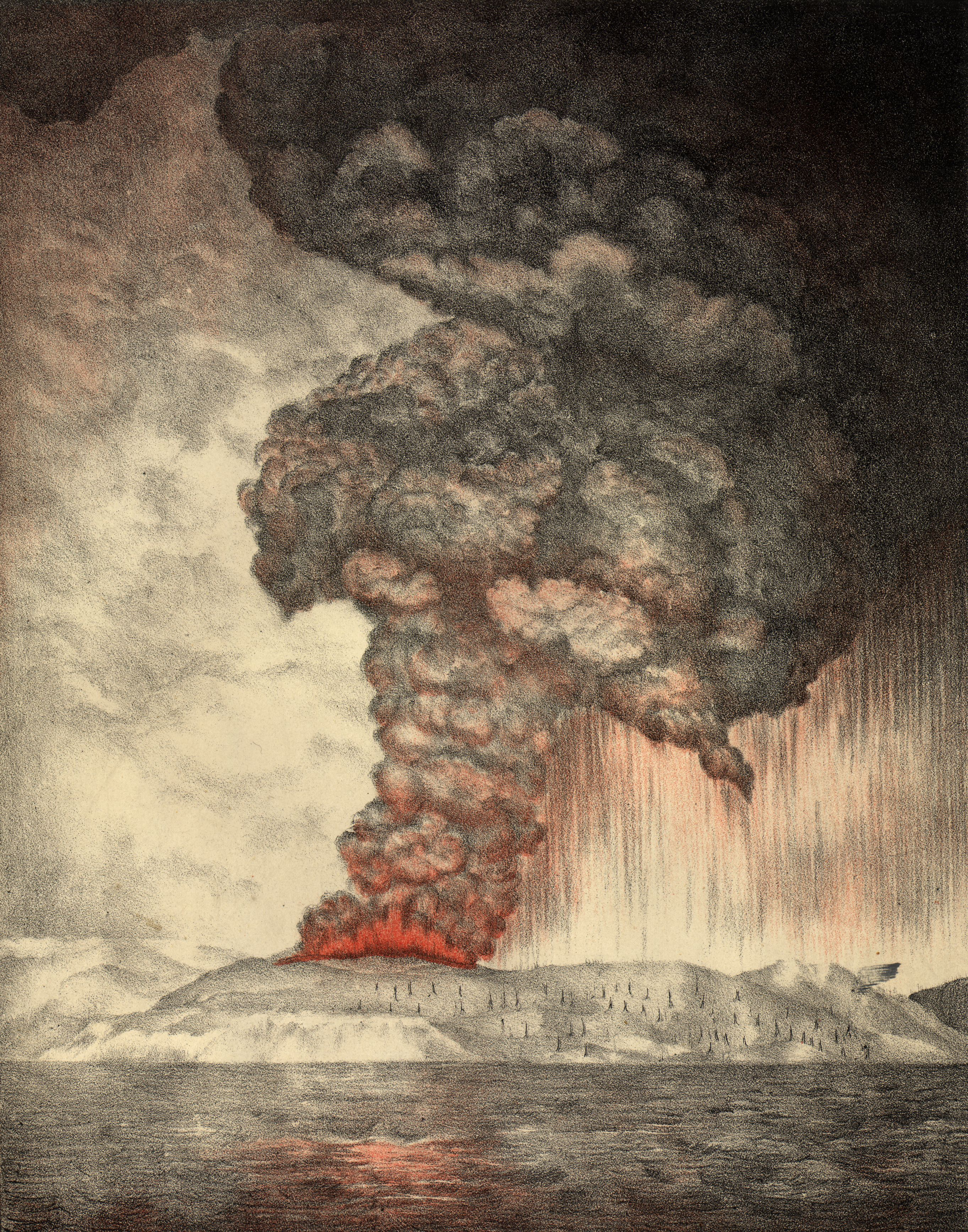
Lithographie de l'éruption du Krakatoa en 1883 datant de 1888.